# Pavel Černý (calciatore 1962)
Pavel Černý (Nové Město nad Metují, 11 ottobre 1962) è un ex calciatore cecoslovacco e dal 1993 ceco, di ruolo attaccante.

## Palmarès

### Club

#### Competizioni nazionali
- Campionato cecoslovacco: 2

Sparta Praga: 1989-1990, 1990-1991
- Coppa di Cecoslovacchia: 1

Sparta Praga: 1991-1992
- Fotbalová národní liga: 1

Hradec Králové: 2000-2001

### Individuale
- Capocannoniere della Fotbalová národní liga: 2

2000-2001 (17 reti), 2009-2010 (14 reti)